# اشتفان متز
اشتفان متز (انگلیسی: Stefan Metz؛ زادهٔ ۱۵ october ۱۹۵۱ (۷۳ سال)) ورزشکار هاکی روی یخ اهل آلمان است.
وی در مسابقات کشوری و بین‌المللی در مجموع برندهٔ ۱ مدال برنز شده‌است.